# Молини-ди-Триора
Молини-ди-Триора (итал. Molini di Triora) — коммуна в Италии, располагается в регионе Лигурия, в провинции Империя.
Население составляет 695 человек (2008 г.), плотность населения составляет 12 чел./км². Занимает площадь 58 км². Почтовый индекс — 18010. Телефонный код — 0184.
Покровителем коммуны почитается святой Лаврентий, празднование 10 августа.

## Демография
Динамика населения:

## Администрация коммуны
- Официальный сайт: https://web.archive.org/web/20090207075351/http://www.comune.molini-di-triora.im.it/